# Хамід Муштарі
Хамід Музафарович Муштарі (тат. Хәмид Мозаффар улы Мөштәри; нар. 22 липня 1900 — пом. 23 січня 1981) — відомий татарський вчений-фізик, батько Даніяра Муштарі.

## Життєпис

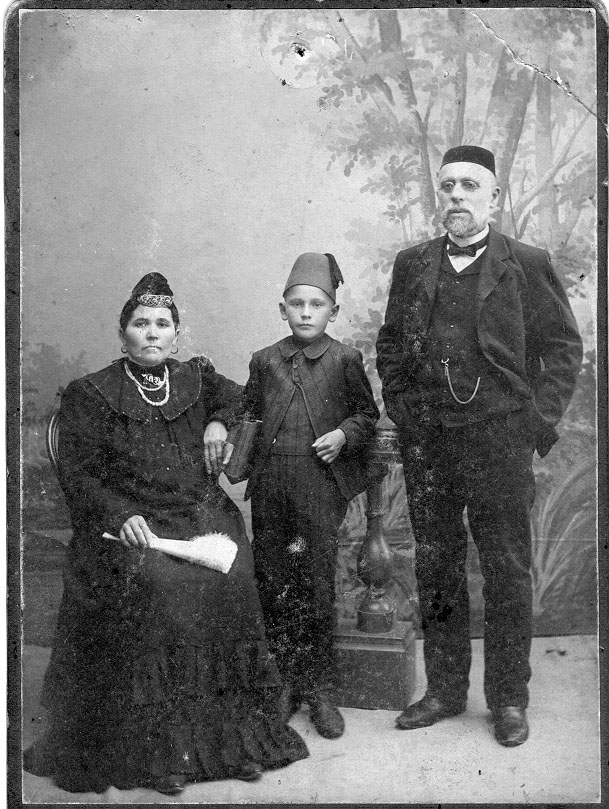
Хамід Музафарович з батьками

Хамід Муштарі народився в Оренбурзі в родині народного вчителя, викладача російської мови в татарських школах Музафара Тазетдіновича Муштарі. Рід Муштарі був пов'язаний з Тетюшським повітом Казанської губернії, але за службовими обставинами батько працював в Оренбурзі, Сизрані, Астрахані. Мама — Гирфатжан Биктемировна Хасеева також вчителювала, навчала грамоти дівчаток. В сім'ї було чотири дочки, Хамід був п'ятою дитиною, його ім'я в перекладі означає «славний».
У зв'язку з частими переїздами сім'ї Хамід навчався у різних школах, у 1918 році в Казані закінчив із золотою медаллю Другу чоловічу гімназію. Після закінчення гімназії він вступив на фізико-математичний факультет Казанського університету (перший післяреволюційний набір). Однокурсником був майбутній академік МихайлоЛаврентьєв. Під час навчання був змушений працювати, викладав математику і фізику в школі, переховувався від призову в армію під час захоплення Казані білочехами. Працюючи в підвальному приміщенні сильно застудився і отримав ускладнення нирок, лікарі настійно рекомендували змінити клімат.
У 1920 році перевівся до Середньоазіатського університету в Ташкенті, де найбільший вплив на нього зробив професор Романовський. Під час навчання викладав в тюрксько-татарському училищі.
Закінчив університет у 1923 році за спеціальністю математика. Повністю позбувся хвороби завдяки кавуновій дієті і суворій дисципліні харчування.
Після закінчення університету працював у Казані вченим секретарем Татарського народного комісаріату освіти, а з вересня 1924 по вересень 1925 років — методистом Ради національних меншин Народного Комісаріату освіти РРФСР у Москві. Бажаючи брати участь в розвитку вітчизняної авіації і літати самому, зробив спробу вступити до Військово-повітряної академії імені Жуковського, за особистою вказівкою Михайла Фрунзе був допущений до іспитів, які успішно здав, але через короткозорість у зарахуванні в курсанти йому було відмовлено. За порадою Надії Крупської вступив до аспірантури НДІ математики і механіки Московського державного унічерситету імені М. В. Ломоносова. Багато років по тому з глибокою образою згадував свою розмову з Д. Ф. Єгоровим, який висловив сумнів у можливості Муштарі стати вченим.
З 1925 року Хамід Муштарі — аспірант Московського університету (науковий керівник — Сергій Чаплигін). У 1929 році на вченій раді фізико-математичного факультету МДУ Муштарі успішно захистив кандидатську дисертацію на тему «Про катання важкого твердого тіла обертання по нерухомій горизонтальній площині» і одним з перших серед учених-татар отримав вчений ступінь у сфері фізико-математичних наук.
З 1929 року наукова і педагогічна діяльність Х. М. Муштарі нерозривно пов'язана з Казанню. Протягом багатьох років він очолював кафедру теоретичної механіки в Казанському інституті інженерів комунального будівництва, потім кафедри теоретичної механіки, теорії пружності і будівельної механіки літака в Казанському авіаційному інституті, кафедру теоретичної механіки в Казанському хіміко-технологічному інституті.
У 1938 році став першим ученим-татарином — доктором фізико-математичних наук.
У перші роки своєї науково-педагогічної діяльності Хамід Муштарі приділяв велику увагу написанню підручників з фізики та математики татарською мовою для середніх і вищих навчальних закладів. Їм написані підручники алгебри та фізики для середніх шкіл, підручник фізики для шкіл колгоспної молоді, курс фізики для вузів і вишів. Пізніше, у 1939—1940 роках, ним були укладені збірники татарських термінів фізики і метеорології.
Заслуги Хаміда Муштарі відзначені орденами Леніна, Трудового Червоного Прапора, «Знак Пошани», медалями. Йому були присвоєні почесні звання Заслуженого діяча науки і техніки РРФСР і Татарської АРСР.

## Наукова діяльність
У наукових роботах, виконаних в 1934—1938 роках, Хамід Муштарі заклав основи сучасної нелінійної теорії тонких оболонок. Найбільш повно ці результати представлені в його відомій докторській дисертації «Деякі узагальнення теорії тонких оболонок з додатками до задачі стійкості пружної рівноваги», успішно захищеної ним у 1938 році в  Московському університеті.
З 1946 року і до кінця свого життя Х. М. Муштарі працював в  Казанському фізико-технічному інституті АН СРСР, який він очолював понад чверть століття (1946—1972). Ним було підготовлено велику кількість докторів і кандидатів наук і створена відома казанська наукова школа з нелінійної теорії оболонок.
Серед фундаментальних робіт Муштарі з теорії оболонок особливе місце займає написана ним спільно з професором Казанського університету К. З. Галімовим і видана в 1957 році капітальна праця «Нелінійна теорія пружних оболонок». Ця монографія, перевидана за кордоном, стала настільною книгою для багатьох фахівців в цій галузі.
Наукові результати, отримані Х. М. Муштарі, увійшли в золотий фонд науки.
Увійшов у Початковий склад Національного комітету СРСР з теоретичної і прикладної механіки (1956).
Протягом ряду років він очолював секцію теорії оболонок Наукової ради АН СРСР з проблеми «Наукові основи міцності та пластичності».

## Пам'ять

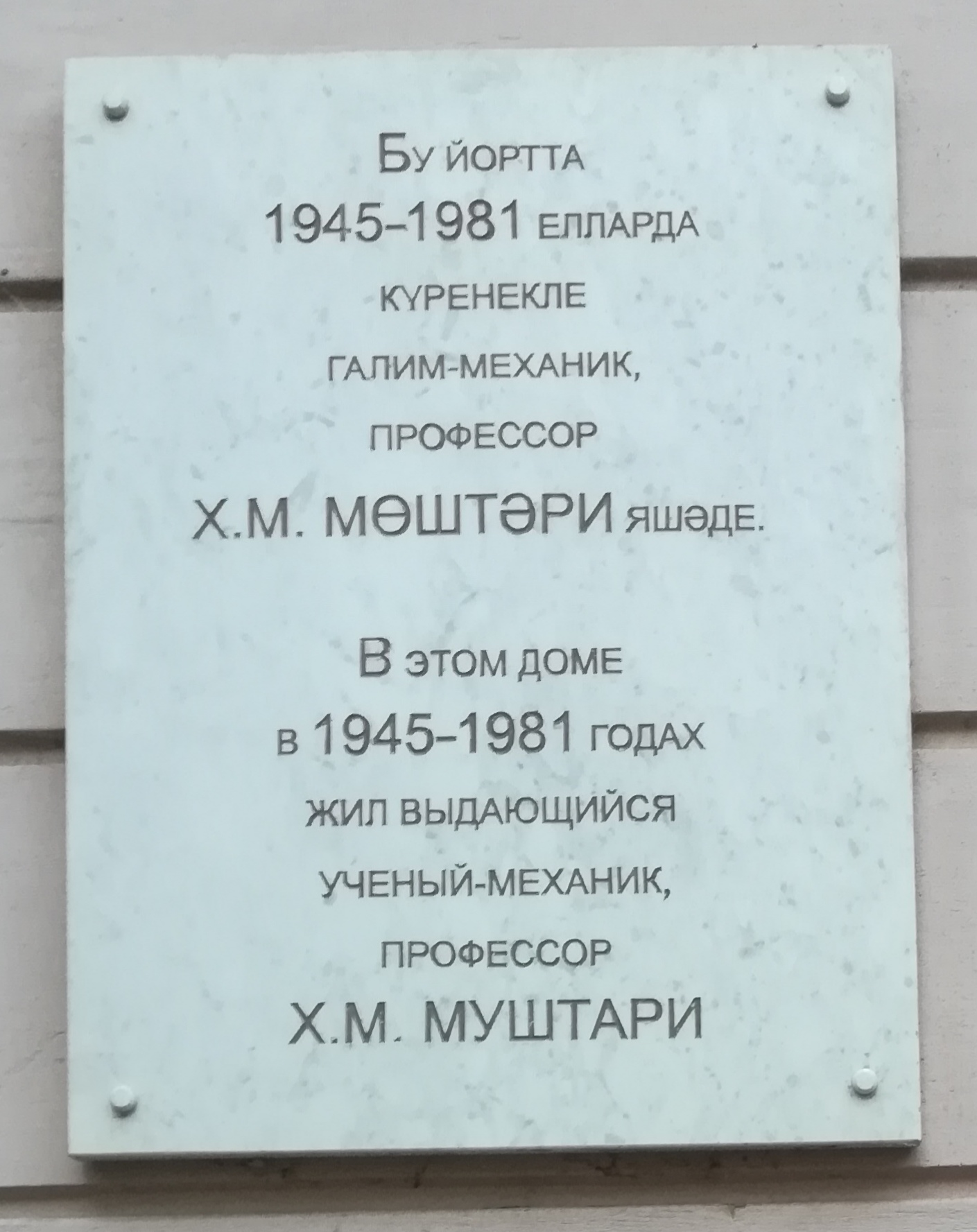
буд. № 30 по вул. Муштарі

Похований на Татарському кладовищі в Казані.
Вулиця в Казані, де жив Х. М. Муштарі, названа його ім'ям

## Родина

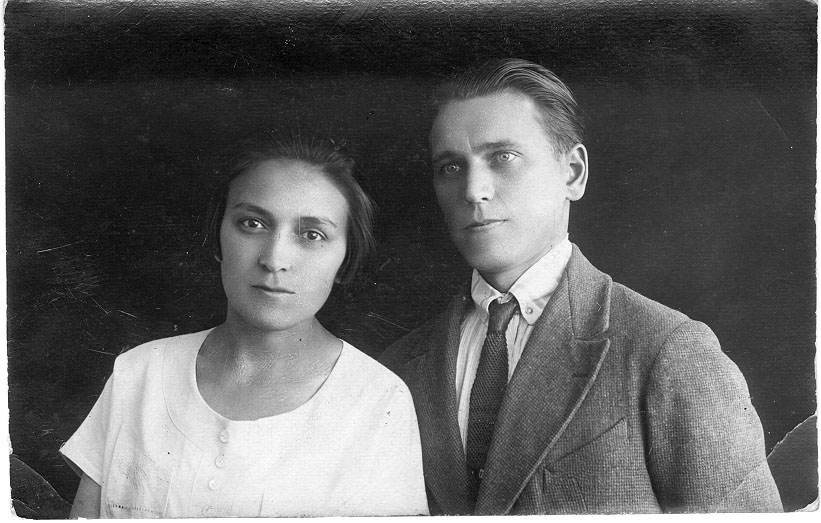
Хамід Музафарович з дружиною Сафією

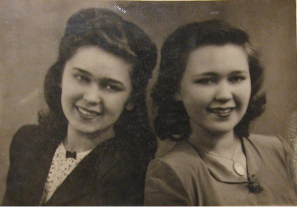
Гульфіе та Неркіс Муштарі

- Дружина Сафія Хасанівна Музафарова (з 1924 року)
  - Дочки від шлюбу з С. Х. Музафаровою:
    - Гульфіе (1926—2005)
    - Неркіс (нар.. 1930)

- Друга дружина Раїса ?
  - Діти від другого шлюбу:
    - Син — Даніяр Хамідович Муштарі
    - Дочка — Земфіра

Більшість нащадків Х. М. Муштарі мають схильність до технічних наук. Даніяр Муштарі був доктором фізико-математичних наук.
Син Земфіри — Айрат Ільдарович Муштарі — доцент, кандидат фізико-математичних наук.
Син Гульфіе — Ніаз Саттаров — програміст, син Ніаза — Олег Саттаров — студент МФТІ (Фізтеху), майбутній фізик. Дочка Неркіс — Марина Романова — астроном, кандидат наук.
Дочки Марини — Аліна й Аліса Блінови — фізики.